# Terminal de Ferry de Auckland
La Terminal de Ferry de Auckland, en inglés Auckland Ferry Terminal, es el centro de la red de ferris de Auckland que conectan Auckland City con North Shore City y otros lugares de Waitakere y Manukau. La terminal está en el paseo marítimo de Auckland waterfront, en el Distrito Financiero de Auckland. Está en el extremo norte de Queen Street, frente al Britomart Transport Centre, el centro de los autobuses y trenes de la ciudad.

## Instalaciones
La terminal se compone de dos elementos principales: un antiguo edificio amarillo de estilo eduardiano barroco frente a Queen Street y la ciudad; y los nuevos muelles y la sala de espera (la verdadera terminal de ferry actual) frente al Puerto de Waitemata.

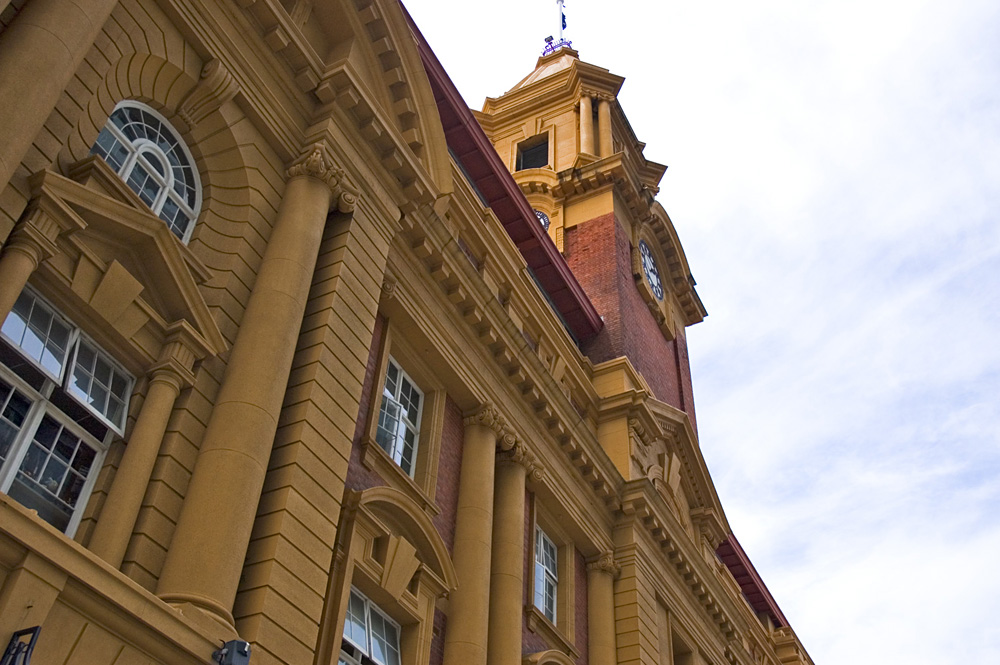
La terminal vista desde Quay Street

### Edificio antiguo
El edificio denominado habitualmente Terminal de Ferry de Auckland fue diseñado por Alex Wiseman y construido por Philcox and Sons. Completado en 1912 en tierras ganadas al mar con arenisca y ladrillos sobre una base de granito de Coromandel, su construcción costó ₤67 944, una gran cantidad para la época.
Desde 1982, ha tenido una clasificación de Categoría I en el New Zealand Historic Places Trust, y fue restaurado exhaustivamente entre 1986 y 1988. Actualmente contiene tiendas y cafeterías en la planta baja, porque la mayoría de operaciones de ferry se han trasladado al nuevo edificio.

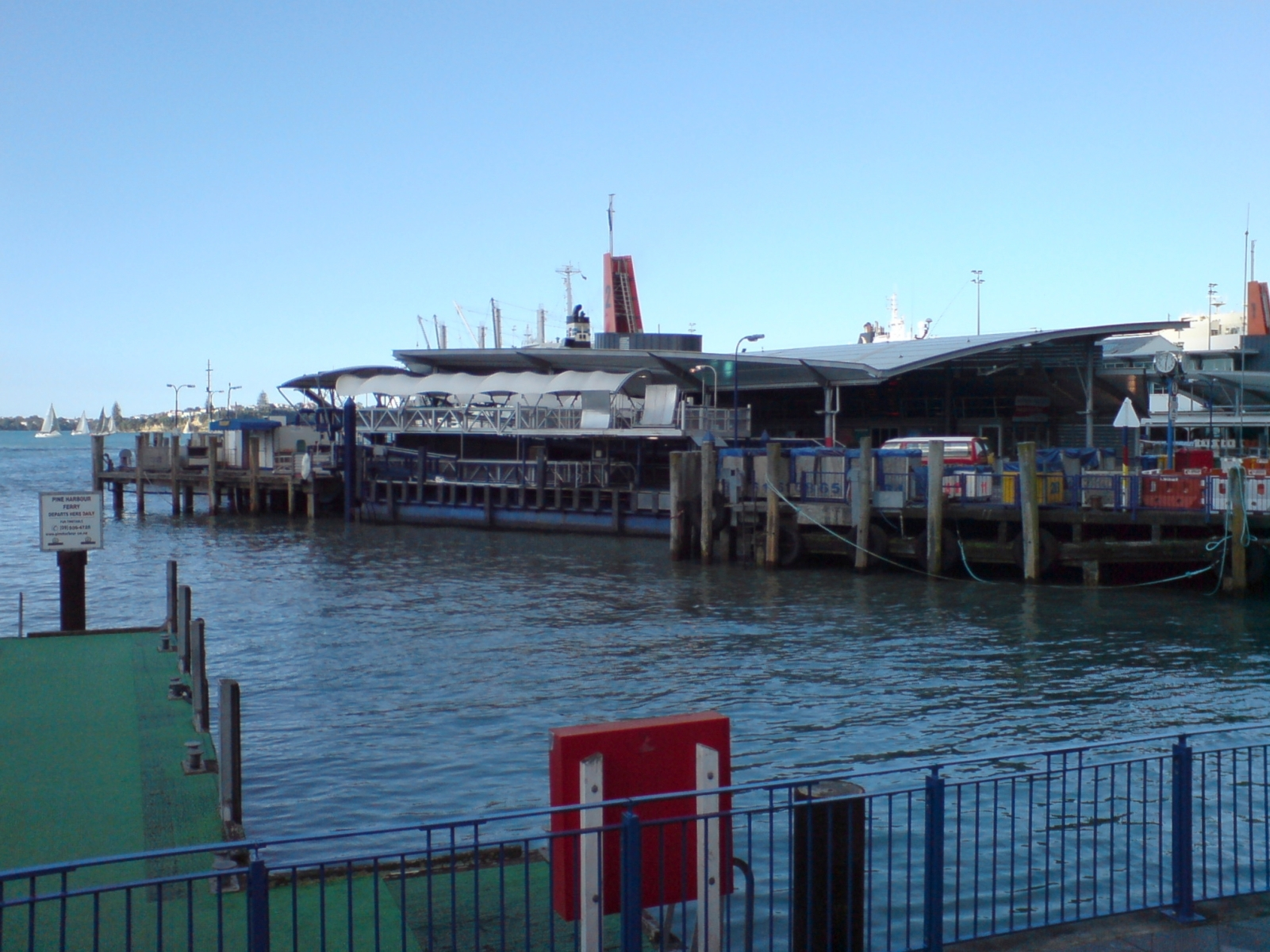
El edificio nuevo desde Quay Street

### Edificio nuevo
Los muelles de ferris y la sala de espera, más modernos, fueron construidos como una estructura abierta con un techo curvo de vela/gaviota, que junto con las "chimeneas" decorativas, está diseñada para evocar barcos amarrados detrás del edificio original. También tenía que ser de baja altura para no obstruir vistas de edificios, y fue diseñada por el arquitecto Murray Day con el objetivo de ser de fácil mantenimiento y expandible.

### Reparaciones
En 2009 y 2010, ARTA hizo reparaciones en la estructura del muelle, que no ha sido reparada desde su construcción. Se encontraron partes de la estructura en peor estado del esperado, porque el agua salada se había infiltrado lentamente en el hormigón armado.